# Calla (gruppo musicale)
I Calla sono un gruppo indie rock statunitense.

## Storia
Si sono formati a Brooklyn nello stato di New York nel 1997, ma la loro origine è in Texas, dove Valle e Magruder già dal 1993 erano componenti dei Factory Press, poi trasferito a New York nel 1995.
I Calla esordiscono con un album strumentale dal titolo omonimo.

## Formazione
- Aurelio Valle - voce, chitarra
- Peter Gannon - basso (dal 2003)
- Wayne B. Magruder - batteria, percussioni, campionatore
- Sean Donovan - tastiere, basso, campionatore (dal 2002 al 2004)

## Discografia
- 1999 – Calla (riedito nel 2004)
- 2001 – Scavengers
- 2003 – Televise
- 2005 – Collisions
- 2007 – Strength in Numbers